# Ribeirão Bonito (ort)
Ribeirão Bonito är en ort i Brasilien.   Den ligger i kommunen Ribeirão Bonito och delstaten São Paulo, i den sydöstra delen av landet, 700 km söder om huvudstaden Brasília. Ribeirão Bonito ligger 580 meter över havet och antalet invånare är 10 877.
Terrängen runt Ribeirão Bonito är platt åt nordost, men åt sydväst är den kuperad. Ribeirão Bonito är det största samhället i trakten.
Omgivningarna runt Ribeirão Bonito är huvudsakligen savann. Runt Ribeirão Bonito är det ganska glesbefolkat, med 27 invånare per kvadratkilometer.